# Associació de Bibliotecaris de l'Església a Espanya
L'Associació de Bibliotecaris de l'Església a Espanya (ABIE; en la seva denominació oficinal en castellà: Asociación de Bibliotecarios de la Iglesia en España) és una associació canònica pública d'àmbit espanyol, sense ànim de lucre, erigida el 1993 per la Conferència Episcopal Espanyola, per a la defensa, conservació i difusió del patrimoni bibliogràfic de l'Església. Prèviament, els anys 1969, 1972 i 1985 van tenir lloc tres intents per agrupar els bibliotecaris eclesiàstics espanyols, tal com ja es feia amb els arxivers eclesiàstics des de l'any 1969. Aquests intents van acabar fructificant gràcies a l'impuls de Josep Maria Martí i Bonet, que l'any 1991 va convocar fins a 75 directors de biblioteques eclesiàstics. A la convocatòria van assistir-hi tan sols 15, però aquests es van establir en Comissió Gestora, amb l'encàrrec de constituir la futura Associació. Així, el 9 d'abril de 1993 tingué lloc al Seminari Conciliar de Madrid l'Assemblea Constituent de l'Associació, els estatuts de la qual no es van aprovar per la Conferència Episcopal Espanyola fins al 19 de novembre de 1993. El primer president de l'associació fou Alfonso de la Fuente, mentre que Carlos Garcia Andrade fou nomenat secretari.
ABIE és una de les 20 associacions i col·legis professionals membres de la Federació Espanyola de Societats d'Arxivística, Biblioteconomia, Documentació i Museística (FESABID) des del 13 de desembre de 2008, quan s'hi va incorporar. Així mateix, des del 1997 l'Associació també és membre de BETH, Biblioteques Europees de Teologia (Bibliothèques Européennes de Théologie en les seves sigles en francès; European Theological Libraries en les seves sigles en anglès). Actualment ABIE compta amb uns 60 socis.
Segons el capítol II, article 6.1 dels seus estatuts, l'associació està formada per totes aquelles persones que acreditin tenir un càrrec estable de bibliotecari o auxiliar de biblioteca en qualsevol de les més de 300 biblioteques o centres de documentació eclesiàstics (capitulars, diocesanes, parroquials, episcopals, etc.) de tot Espanya.
Té com a principals activitats la realització de cursos temàtics de formació per als seus socis, i la celebració des de 2007 d'unes Jornades Tècniques, de periodicitat anual, que s'han celebrat principalment a Madrid, encara que en els últims anys han tingut lloc també en diferents punts de la geografia espanyola. Entre 2007 i 2017, les Jornades es van celebrar a Madrid, principalment a la Universitat Eclesiàstica San Dámaso (entre 2013 i 2017). En 2018 s'inicia la descentralització de les Jornades, i entre 2018 i 2024 es realitzen a Còrdova, Oviedo, Salamanca (edició de 2020 però retrassades a 2022), Barcelona i Terol, respectivament. Aquestes Jornades s'han convertit en el principal i més important punt de trobada i de reunió de tots els professionals i tècnics que gestionen aquestes biblioteques, per a l'intercanvi d'opinions i d'experiències i de posada al dia de coneixements. Les Jornades s'organitzen conjuntament amb la Comissió Episcopal per al Patrimoni Cultural de la Conferència Episcopal Espanyola.
L'any 2010, juntament amb la Fundación Ignacio Larramendi, va convocar un premi de "Bones Pràctiques Bibliotecàries", que va guanyar la Biblioteca del Colegio de San Gabriel de Madrid.